# Nico Porteous
Nico Porteous est un skieur acrobatique néo-zélandais né le 23 novembre 2001 à Hamilton. Il a remporté la médaille de bronze en half-pipe aux Jeux olympiques d'hiver de 2018, avant de gagner l'or aux Jeux de Pékin 2022, ce qui fait de lui le premier compétiteur masculin à apporter un titre olympique à la Nouvelle-Zélande dans une édition hivernale.  

## Palmarès

### Jeux olympiques
| Épreuve / Édition   | Half-pipe                           |
| JO 2018 Pyeongchang | Médaille de bronze, Jeux olympiques |
| JO 2022 Pékin       | Médaille d'or, Jeux olympiques      |

### Championnats du monde
| Épreuve / Édition           | Half-pipe            |
| Mondiaux 2017 Sierra Nevada | 12e                  |
| Mondiaux 2019 Park City     | 9e                   |
| Mondiaux 2021 Aspen         | Médaille d'or, monde |